# Odissi

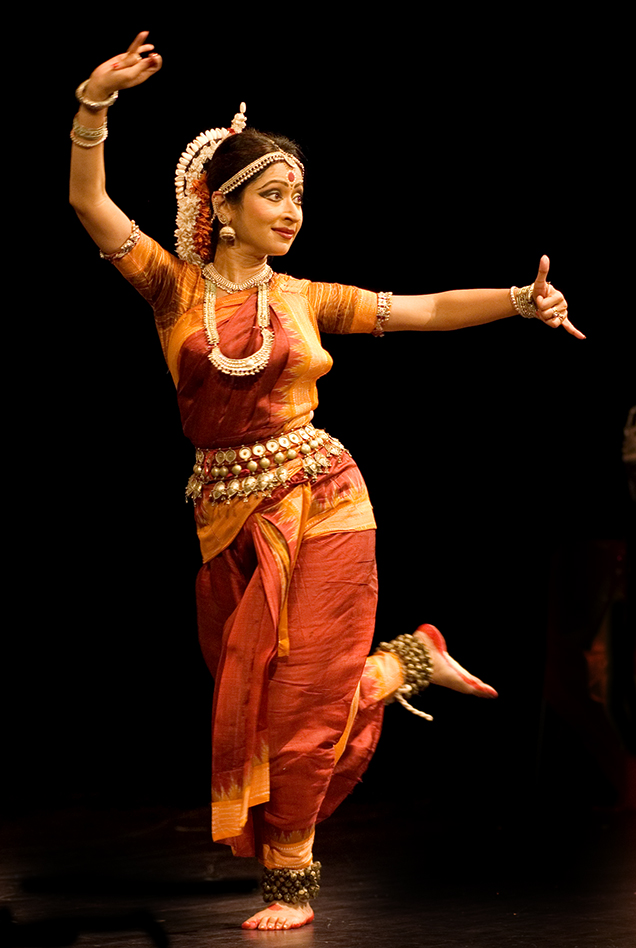
Eine Odissi-Tänzerin

Odissi ist ein traditioneller indischer Tanz. Es gehört zu den sieben führenden klassischen indischen Tanzformen. Die Abbildungen dieses Tanzes (Skulpturen) gehen zurück bis ins 1. Jahrhundert v. Chr. Ein bekanntes Beispiel hierfür sind die Tempelskulpturen am Sonnentempel von Konark.

## Geschichte
Odissi ist ursprünglich ein Tempeltanz, der von den Mahari in den Tempeln Odishas getanzt wurde. Später gelangte diese Form der Tanzdarbietung von den Tempeln an die Herrscherhöfe und dann auch „auf die Straßen“ unter das Volk, wo sie von als Frauen gekleideten Männern dargeboten wurde. Die heutige Form der Darbietung des Odissi ist jedoch ein Produkt der Wiederbelebung des Tanzes im 20. Jahrhundert aus dem Studium von Steinskulpturen und Schriften. Der Tanz wird heute von Frauen und Männern zelebriert.

## Beschreibung
Odissi zeichnet sich durch fließende Bewegungen, statuenhafte Posen, ästhetische Schönheit und Anmut aus. Die Wiederbelebung als aktiven Tanz und seine Verbreitung durch neu geschaffene Tanzschulen ist insbesondere auf Kelucharan Mohapatra (1926–2004), den Meister des neuzeitlichen Odissi, zurückzuführen. Namhafte Tänzer (ohne Wertung ihrer Bedeutung) sind bzw. waren: Sanjukta Panigrahi (1944–1997), Kumkum Mohanty, Sonal Mansingh, Protima Bedi (1949–1998), Nandini Ghosal und Sharmila Biswas.